# John Landström

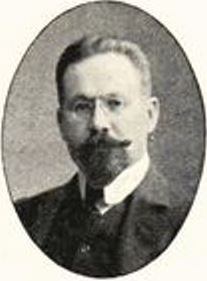
John Landström.

John Anders Landström, född 29 juli 1869 i Östra Eneby församling, Östergötlands län, död 20 mars 1910 i Stockholm, var en svensk kirurg.
Landström blev student 1888, medicine kandidat 1893, avlade medicine licentiatexamen vid Karolinska institutet 1900 och blev efter disputation för medicine doktorsgrad docent i kirurgi där 1908. Genom grundliga teoretiska studier samt omfattande och långvarig praktisk utbildning förvärvade han gedigen kirurgisk kunskap och skicklighet. I doktorsavhandlingen Über Morbus Basedowii, eine chirurgische und anatomische Studie visade han prov på bäggedera; flera smärre kirurgiska artiklar vittnar också gott om sin upphovsmans förmåga.